# JerAZ

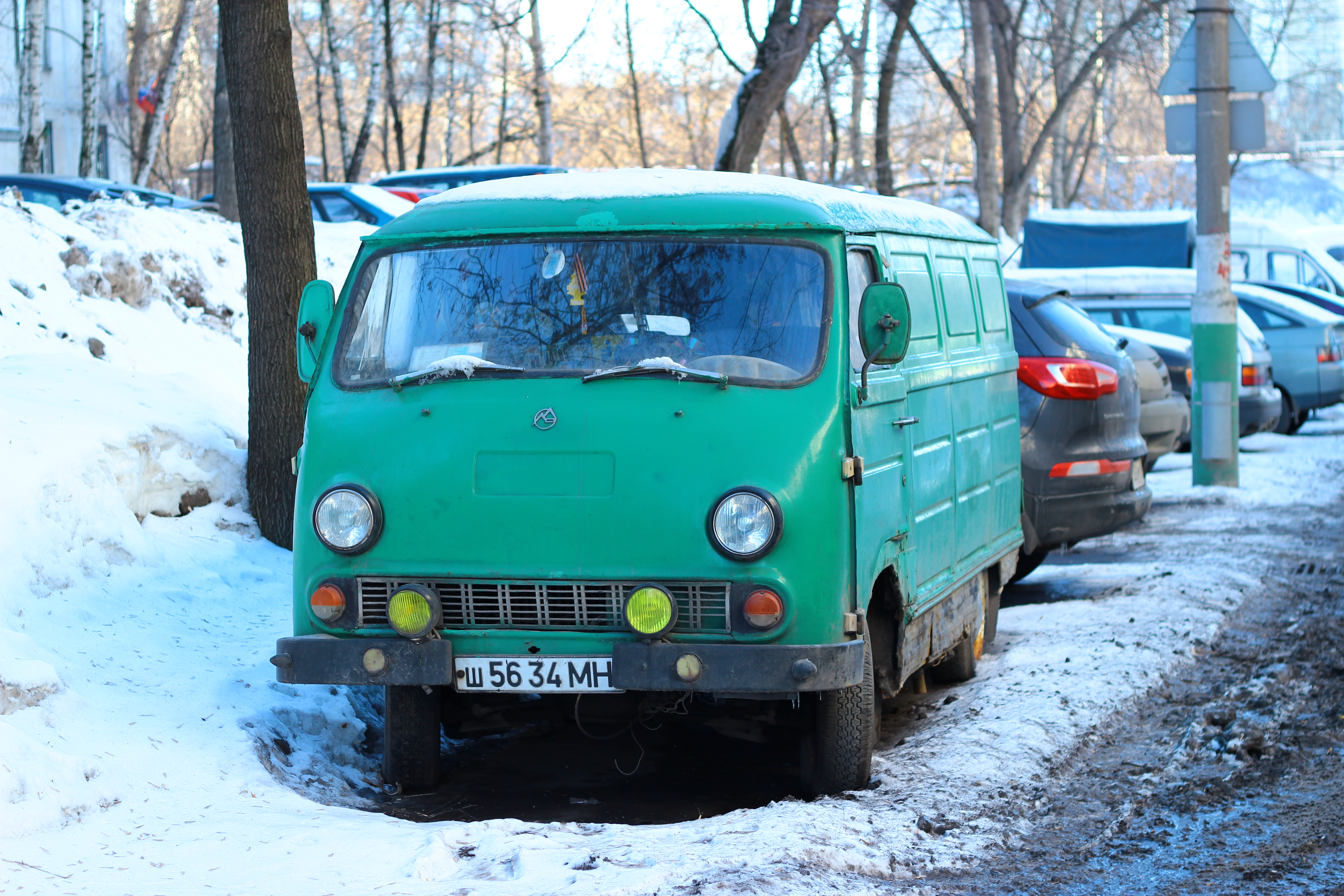
JerAZ 762W

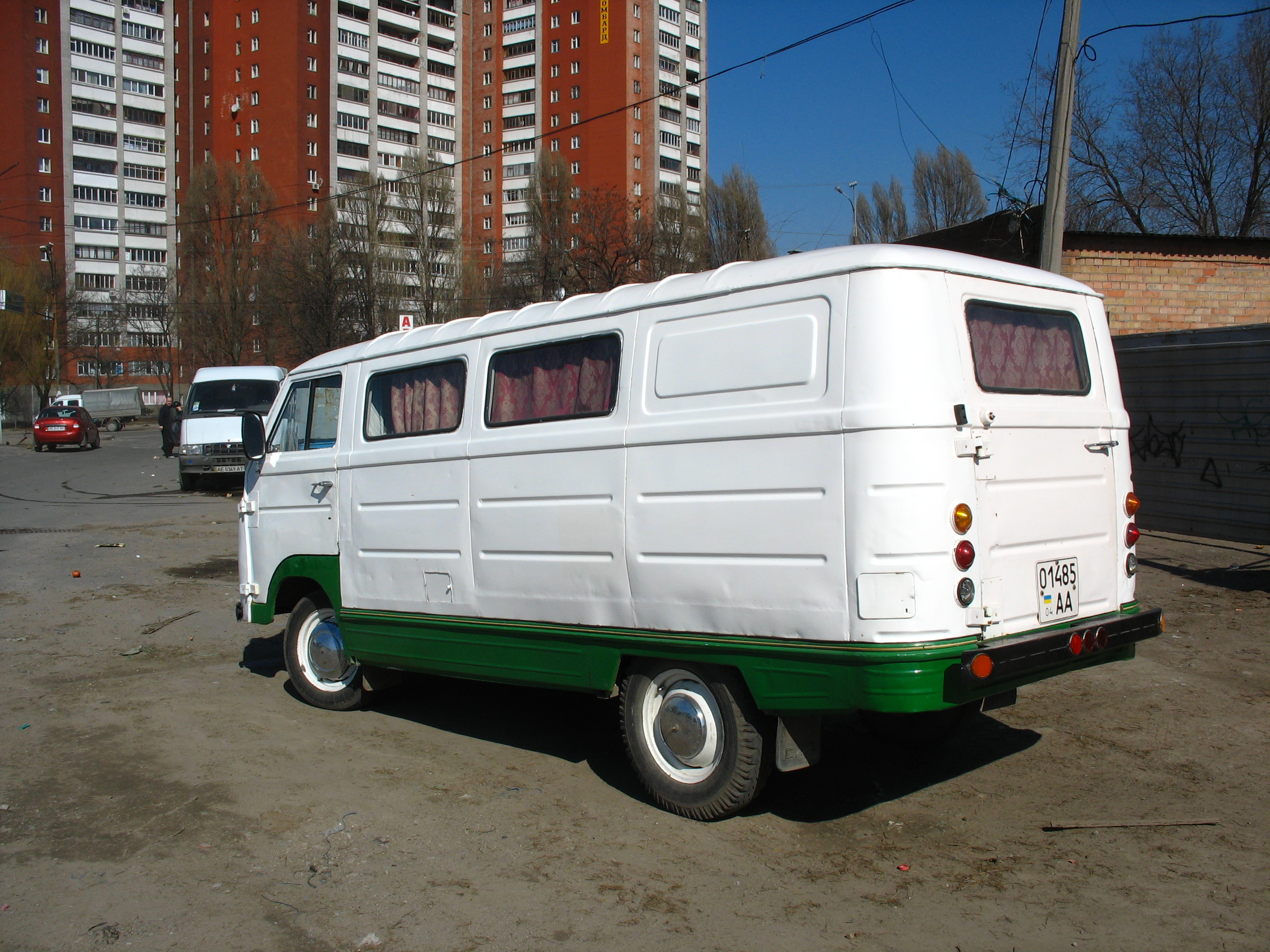
JerAZ 762W

JerAZ (ros. ЕрАЗ - Ереванский Автомобильный Завод, Jeriewanskij Awtomobilnyj Zawod - Erywańska Fabryka Samochodów, orm. Երեւանի ավտոմոբիլային գործարան, Jerewani Awtomobilajin Gortsaran) – armeńska (do 1991 r. sowiecka) firma produkująca w latach 1966–2002 samochody dostawcze oraz minibusy, które stanowią popularny środek transportu w krajach byłego Związku Radzieckiego. Siedziba przedsiębiorstwa mieściła się w stolicy Armenii Erywaniu.

## Historia i opis fabryki
Zakład był budowany jako fabryka wózków widłowych Awtopogruzczik, lecz z końcem 1964 roku władze radzieckiego przemysłu motoryzacyjnego zdecydowały przystosować nowo budowany zakład do produkcji samochodów z nadwoziem furgonowym i 10 września 1965 Rada Ministrów Armeńskiej SRR zmieniła jej nazwę na Erewańskie Zakłady Samochodowe (JerAZ). Zbiegiem okoliczności, nazwa JerAZ odpowiadała armeńskiemu słowu „marzenie”. Podstawowym modelem był furgon JerAZ 762, stanowiący wersję mikrobusu RAF-977 zakładów RAF w Rydze.
Pierwsze dwa furgony JerAZ-762 wyprodukowano w kwietniu 1966. Pod koniec tego roku oddano oficjalnie zakład do eksploatacji i w tym roku zbudowano ich 66. Planowano produkcję 2,5 tysiąca samochodów rocznie, lecz do 1968 roku możliwości produkcyjne wynosiły tylko 1000 samochodów. Przystąpiono następnie do rozbudowy fabryki. W 1970 roku pojawiło się w nowym zakładzie oprzyrządowanie do tłoczenia blach i linia produkcyjna i w 1973 roku możliwości produkcyjne sięgnęły 6500 samochodów. Po kolejnej rozbudowie zakładów i oddaniu w 1976 roku do użytku nowoczesnej podwieszanej linii produkcyjnej długości 1,7 km, produkcja wzrosła do 10 000, a w 1980 roku do 13 000. W 1982 roku wyprodukowano stutysięczny samochód (JerAZ-762W). W 1985 roku oddano do użytku nową linię produkcyjną długości 3,5 km. W 1987 roku osiągnięto szczyt produkcji 16 000 samochodów. Od przełomu lat 70. i 80. zakład współpracował z polską FSC w Lublinie. W 1986 po raz pierwszy produkcja zakładów była prezentowana za granicą - na Międzynarodowych Targach Poznańskich.
W latach 90. fabryka JerAZ znalazła się w niepodległej Armenii i podobnie jak inne poradzieckie zakłady, musiała konkurować na wolnym rynku, w zmienionej sytuacji ekonomicznej i politycznej. Produkcja i sprzedaż spadła z powodu ogólnych problemów ekonomicznych związanych z inflacją, koniecznością sprowadzania części z zagranicy (innych krajów poradzieckich) i utrudnioną sprzedażą za granicą, połączonymi z niską jakością i przestarzałą konstrukcją samochodów. Próbowano rozszerzyć gamę modeli, produkując towarowo-osobowy model JerAZ-762WGP i od 1994 roku ciężarówkę skrzyniową z długą dwurzędową kabiną JerAZ-762WDP. Mimo to, w 1994 roku cała produkcja zakładów wyniosła 316 pojazdów, a w 1995 roku - 232. W 1995 roku zakończono produkcję modelu 762 i pozostawiono jedynie nowszy JerAZ 3730. W maju 1995 roku zakład sprywatyzowano i stał się spółką akcyjną. Mimo to, w 1997 roku zakłady JerAZ ogłosiły upadłość. Ostatecznie w 2002 roku wraz z upadkiem fabryki produkcja samochodów została zakończona.

## Modele
- JerAZ 762
- JerAZ 762 Pick-up
- JerAZ 3218
- JerAZ 3730